# Bushuissluis
De Bushuissluis (brug 224) is een vaste brug in Amsterdam-Centrum. Sluis staat hier voor stenen brug; er heeft hier geen sluis gelegen.
Ze overspant de Kloveniersburgwal en verbindt zo de Oude Hoogstraat met de Nieuwe Hoogstraat. Het is de noordelijkst gelegen brug over de Kloveniersburgwal voordat ze (richting noorden) onder de Nieuwmarkt duikt en daarna verder gaat als Geldersekade. De brug wordt (behalve aan de zuidwestkant) omringd door gemeentelijke en rijksmonumenten, waar van het Trippenhuis het bekendst is. 
Er ligt hier al eeuwen een brug. Pieter Bast tekende in zijn kaart van 1599 hier al een ophaalbrug in. De kaart van Balthasar Florisz. van Berckenrode uit 1625 laat een juistere positie van de brug zien ten opzichte van de Zuiderkerk en haar begraafplaats. De brug voert dan over de Oude Cingel en ligt tussen de Oude en Nieuwe Hoogh-straet. Die ophaalbrug moet al snel daarna vervangen zijn, kunstschilder Jan van Kessel documenteerde rond 1672 een welfbrug met vijf bogen, waarvan de vier aan de zijkant al dienden tot opslag. Hij legde de brug vast toen hij een schilderij maakte van de naamgever van de brug: het Bushuis, een wapenopslagplaats van de gemeentelijke schutterij. Die welfbrug werd rond 1802 vervangen door een brug met maar een doorvaart, getuige een bouwtekening in het bezit van Beeldbank Amsterdam. Die hoge brug werd rond 1890 weer onderwerp van gesprek, men wilde een lagere brug of indien mogelijk demping van de burgwal tussen Nieuwmarkt en de Hoogstraten. Enkele raadsleden drongen aan op een spoedige verlaging en verbreding toen eenmaal de demping van tafel was. Anderen meldden dat snelheid hier niet aan de orde was, want bouwwerkzaamheden hier waren niet mogelijk in verband met de grondige verbouwing van het Bushuis/Oost-Indische Huis. Pas in mei 1892 volgde de aanbesteding voor de benodigde materialen voor deze en drie andere bruggen en het verlagen en verbreden van brug 224. De werkzaamheden werden begeleid door de stadsingenieur. Er moesten sloopwerken aan te pas komen, die het verkeer hier danig verstoorden; voetgangers konden gebruik maken van een noodbrug. 
Er kwam toen een standaardmodel van een ijzeren liggerbrug. Die brug hield het net geen eeuw uit. Bij een grootscheepse aanpak van de Oude en Nieuwe Hoogstraat in de periode 1983-1985 werd ook de brug wederom vernieuwd. Het was destijds de vraag of de brug daarbij weer haar oude welfvorm kreeg of dat men koos voor het ontwerp uit 1892. Men besloot deze brug in de vorm van de brug van 1892 te laten, maar zij kreeg daarbij wel de moderne bouwmiddelen mee. 

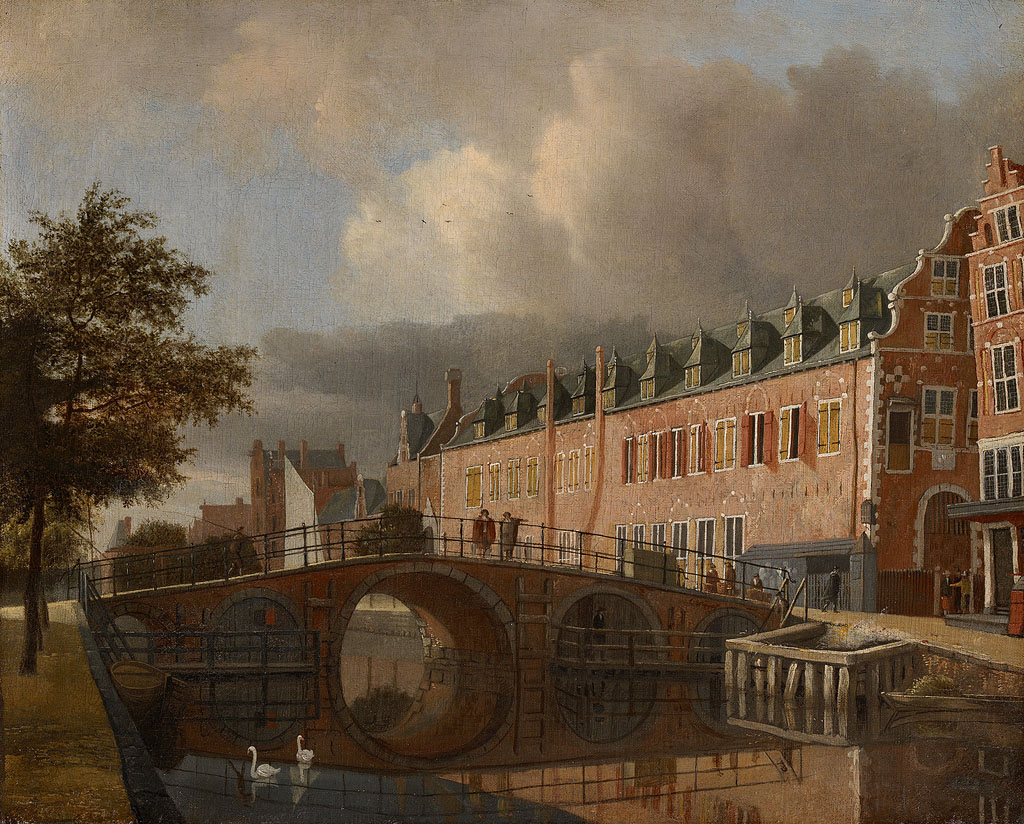
Jan van Kessel met de welfbrug in 1672
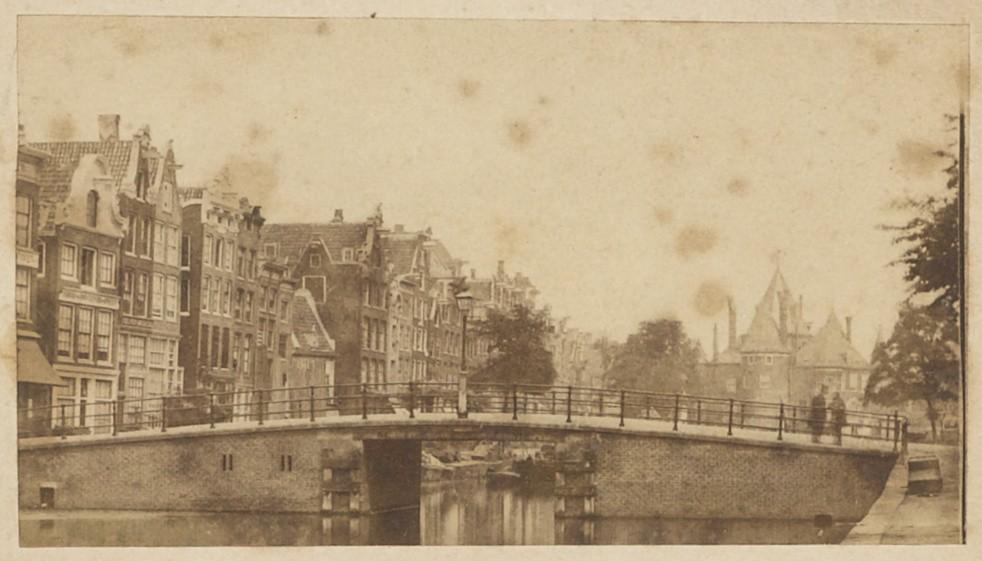
Pieter Oosterhuis met de brug uit 1802
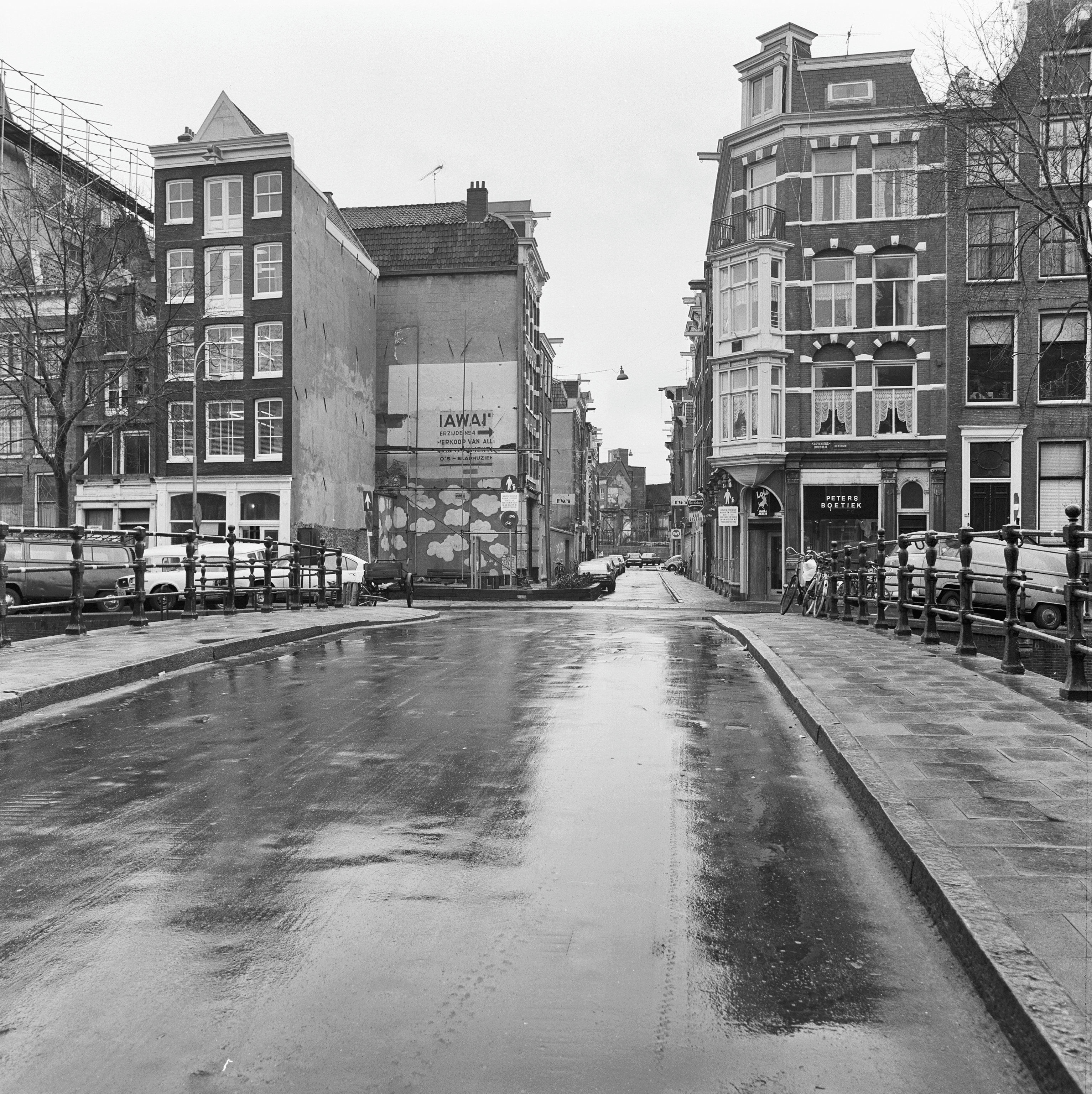
De brug heeft in 1972 nog nauwelijks een helling

<<< · 200 · 201 · 202 · 203 · 204 · 205 · 206 · 207 · 208 · 209 ·  210 · 211 · 212 · 213 · 214 · 215 · 216 · 217 · 218 · 220 · 221 · 222 · 223 · 224 · 225 · 226 · 227 · 228 · 228P · 229 · 230 · 231 · 232 · 233 · 234 · 235 · 236 · 237 · 238 · 239 ·  240 · 241 · 242 · 243 · 244 · 245 · 246 · 247 · 248 · 249 ·  250 · 251 · 252 · 253 · 254 · 255 · 256 · 257 · 258 · 259 · 260 · 261 · 262 · 263 · 264 · 265 · 266 · 267 · 270 · 271 · 272 · 273 · 274 · 275 · 277 · 278 · 279 · 280 · 281 · 283 · 285 · 286 · 287 · 288 · 289 · 290 · 291 · 292 · 293 · 295 · 296 · 297 · 298 · 299 · >>>
Brugnummers 219, 268, 269, 276, 282, 284, 294 zijn niet (meer) in omloop.